# Guagua
Guagua là một first-class đô thị ở tỉnh Pampanga, Philippines. Theo điều tra dân số năm 2000, đô thị này có dân số 96.858 người trong 18.438 hộ. 

## Hành chính
| - Khu vực dân cư - Bancal - Plaza Burgos - San Nicolas 1st - San Pedro - San Rafael - San Roque - Sta. Filomena - Sto. Cristo - Sto. Niño | - Pangulo Area - San Vicente - Lambac - Magsaysay - Maquiapo - Natividad - Pulungmasle - Rizal - Ascomo - Jose Abad Santos (Siran) | - Locion Area - San Pablo - San Juan 1st - San Jose - San Matias - San Isidro - San Antonio | - Betis Area - San Agustin - San Juan Bautista - San Juan Nepomuceno - San Miguel - San Nicolas 2nd - Sta. Ines - Sta. Ursula |